# Gnidia stenophylla
Gnidia stenophylla är en tibastväxtart som beskrevs av Ernest Friedrich Gilg. Gnidia stenophylla ingår i släktet Gnidia och familjen tibastväxter. Inga underarter finns listade i Catalogue of Life.